# Diáspora irlandesa

Países con una población considerable de ciudadanos irlandeses y descendientes con derecho a la ciudadanía.
República de Irlanda e Irlanda del Norte
+ 1,000,000
+ 100,000
+ 10,000
+ 1,000

Diáspora irlandesa (irlandés: Diaspóra na nGael) se refiere a las personas que pertenecen al grupo étnico irlandés y a sus descendientes que viven fuera de la isla de Irlanda.

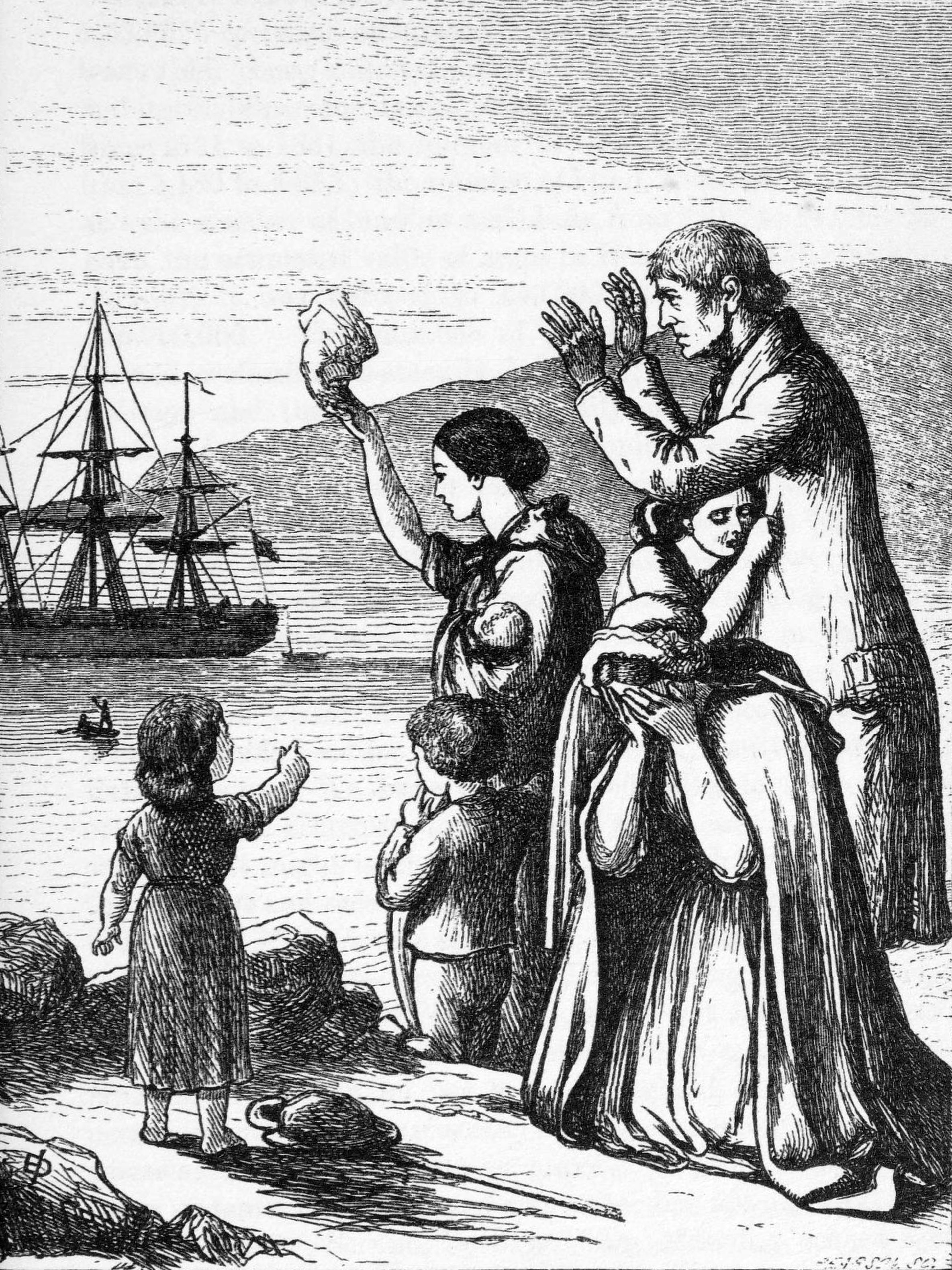
Emigrants Leave Ireland,  grabado de Henry Doyle (1827–1892), en el libro Illustrated History of Ireland de Mary Frances Cusack, 1868.

El fenómeno de la emigración de Irlanda se encuentra registrado desde la época de la Alta Edad Media, pero sólo ha podido cuantificarse a partir del año 1700, aproximadamente. Desde entonces, han emigrado entre 9 y 10 millones de personas nacidas en Irlanda. Esta cifra es superior a la población de la misma Irlanda, que en su máximo histórico era de 8.5 millones en vísperas de la Gran Hambruna. Los más pobres se fueron a Gran Bretaña, sobre todo a Liverpool. Aquellos que podían permitírselo se fueron más lejos, incluidos los casi 5 millones que se fueron a los Estados Unidos.
Después de 1765, la emigración de Irlanda se convirtió en una empresa nacional breve, implacable y gestionada de manera eficiente. En 1890, el 40 % de las personas nacidas en Irlanda vivían en el extranjero. Ya para el siglo XXI, unos 80 millones de personas en todo el mundo afirman tener algún tipo de ascendencia irlandesa, lo que incluye a más de 34 millones de estadounidenses que afirman que el irlandés es su grupo étnico principal.
Tan recientemente como en la segunda mitad del siglo  XIX , la mayoría de los emigrantes irlandeses hablaban irlandés como lengua materna. Esto tuvo consecuencias sociales y culturales para el cultivo de la lengua en el extranjero, incluidas innovaciones en el ámbito del periodismo. La lengua continúa siendo cultivada en el extranjero por una pequeña minoría, como medio literario y social. Tras la Primera Guerra Mundial, la diáspora irlandesa se asimiló en gran medida en la mayoría de los países fuera de Irlanda. Seán Fleming es el Secretario de Estado del Departamento de Relaciones Exteriores a cargo del Desarrollo Internacional y la Diáspora de la República de Irlanda.

## Definición

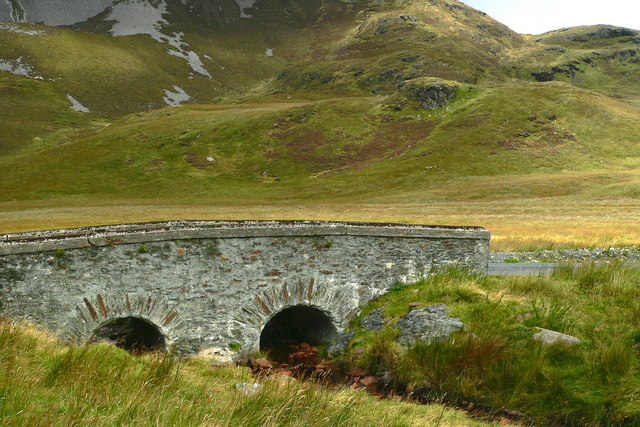
El Puente de las Lágrimas (en irlandés: Droichead na nDeor) en el Condado de Donegal, Irlanda. Familiares y amigos de los emigrantes les acompañaban hasta el puente antes de despedirse, mientras que los emigrantes continuaban su camino hasta el Puerto de Londonderry.

El término «diáspora irlandesa» está abierto a muchas interpretaciones. La diáspora, en sentido amplio, incluye a todas aquellas personas de quienes se sabe que tienen antepasados irlandeses. Es decir, más de 100 millones de personas, lo que supone más de quince veces la población de la isla de Irlanda, que era de unos 6.4 millones en el 2011. Se ha argumentado que la idea de una diáspora irlandesa, a diferencia de la antigua identificación de la propia condición de ser irlandés (Irishness o «irlandesismo») con Irlanda misma, se vio influenciada por la llegada de la movilidad y la modernidad globales. Este irlandesismo podía ahora identificarse con individuos y grupos dispersos de ascendencia irlandesa. Pero muchos de esos individuos eran el producto de matrimonios étnicos mixtos y complejos en América y en otros lugares, lo que complicaba la idea de un único linaje. Por lo tanto, el irlandesismo podría entonces basarse primordialmente en la identificación individual con una diáspora irlandesa.
El Gobierno de Irlanda define la diáspora irlandesa como todas las personas de nacionalidad irlandesa que residen habitualmente fuera de la isla de Irlanda. Esto incluye a los ciudadanos irlandeses que han emigrado al extranjero y a sus hijos, que son ciudadanos irlandeses por descendencia según la legislación de Irlanda. También incluye a sus nietos en los casos en que hayan sido inscritos como ciudadanos irlandeses en el Registro de Nacimientos en el Extranjero que mantiene cada misión diplomática irlandesa alrededor del mundo. Según esta definición legal, la diáspora irlandesa es considerablemente menor: unos 3 millones de personas, de las cuales 1.47 millones son emigrantes nacidos en Irlanda. Dada la población estimada de la isla de Irlanda—6.8 millones en 2018—sigue siendo una proporción importante.

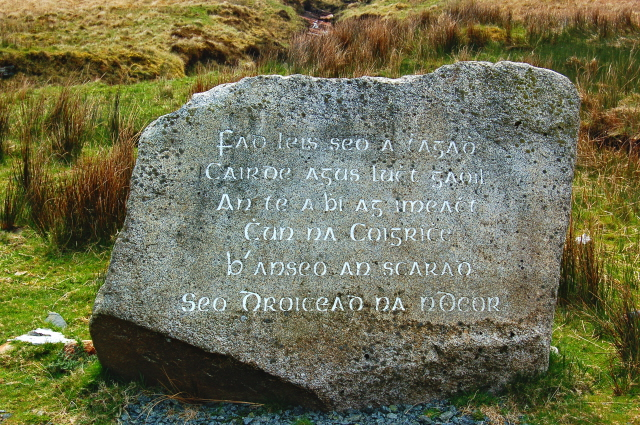
Placa conmemorativa en el Puente de las Lágrimas, en la que se lee (en irlandés): Fad leis seo a thagadh cairde agus lucht gaoil an té a bhí ag imeacht chun na coigrithe. B'anseo an scaradh. Seo Droichead na nDeor

Sin embargo, el uso de la frase «diáspora irlandesa» no suele estar limitado por la condición de ciudadanía, lo que da lugar a un número estimado (y fluctuante) de miembros de hasta 80 millones de personas—es decir, la segunda definición, más emotiva. El Gobierno de Irlanda reconoció esta interpretación— aunque no reconoció ninguna obligación legal para con las personas de esta diáspora más amplia—cuando se modificó el Artículo 2 de la Constitución de Irlanda en 1998 para que dijera: [f]urthermore, the Irish nation cherishes its special affinity with people of Irish ancestry living abroad who share its cultural identity and heritage. 
Hay personas de ascendencia irlandesa en el extranjero—que incluyen a hablantes de irlandés (también llamado gaélico irlandés moderno)—que se rehúsan a que los incluyan en una «diáspora» irlandesa y que se refieren a su identidad de otras maneras. Es posible que vean la etiqueta de «diáspora» como algo que utiliza el gobierno irlandés para sus propios fines.

## Causas
Los irlandeses, a quienes los romanos llamaban «escotos»—aunque ellos se llamaban a sí mismos «gaélicos»—habían hecho incursiones y se habían establecido a lo largo de la costa occidental de la provincia romana de Britania. A muchos de ellos se les permitió establecerse dentro de la provincia, donde el ejército romano reclutó a muchos irlandeses para formar parte de unidades auxiliares que fueron enviadas a la frontera germana. Es posible que los attacotti, que también fueron reclutados por el ejército romano, fueran irlandeses establecidos en Britania. Además, es probable que el movimiento entre Irlanda y Britania haya sido bidireccional, ya que las similitudes entre los relatos medievales de Túathal Techtmar y las pruebas arqueológicas indican que los romanos posiblemente apoyaron la invasión y la conquista de Irlanda por exiliados irlandeses de Gran Bretaña, con la esperanza de establecer un gobernante afable que pudiera detener las incursiones de los irlandeses en esta última. Algunos historiadores también han sugerido que los cruthin del norte de Irlanda podrían haber sido pictos. Tras la salida del ejército romano, los irlandeses empezaron a aumentar su presencia en Gran Bretaña, con la adhesión de parte del noroeste de la isla al reino irlandés de Dál Riata. Con el tiempo, las colonias irlandesas se independizaron, se fusionaron con el reino picto y formaron la base de la Escocia moderna.
Las zonas de Escocia tradicionalmente de habla gaélica (las Tierras Altas y las Hébridas) siguen denominándose en esta lengua como a' Ghàidhealtachd («el reino gaélico»). Los monjes irlandeses y la Iglesia celta propiciaron una oleada de emigración irlandesa hacia Gran Bretaña y Europa continental, y posiblemente fueron los primeros habitantes de las Islas Feroe e Islandia. Durante la Alta Edad Media, tanto Gran Bretaña como Europa continental experimentaron una inmigración irlandesa de intensidad variable, principalmente de clérigos y eruditos a quienes se les conoce colectivamente como peregrini. La emigración irlandesa hacia Europa Occidental, especialmente hacia Gran Bretaña, ha continuado a mayor o menor ritmo desde entonces. Hoy en día, las personas de origen étnico irlandés constituyen uno de los grupos minoritarios más numerosos tanto en Inglaterra como en Escocia. La mayoría acabó regresando a Irlanda.
La dispersión de los irlandeses se ha producido principalmente hacia Gran Bretaña o a países colonizados por esta. La conexión política de Inglaterra con Irlanda comenzó en 1155, cuando el Papa Adriano IV emitió una bula papal (conocida como Laudabiliter), que le daba permiso a Enrique II de Inglaterra para invadir Irlanda como medio de reforzar el control del papado sobre la Iglesia de Irlanda. A esto le siguió la invasión cambro-normanda de Irlanda en 1169, liderada por el general Richard de Clare.
La Corona inglesa no intentó afirmar el control total de la isla hasta después de que Enrique VIII hubiese repudiado la autoridad papal sobre la Iglesia de Inglaterra, y la posterior rebelión del conde de Kildare en Irlanda en 1534 amenazó la hegemonía inglesa en el lugar. Hasta la ruptura con Roma, existía la creencia generalizada de que Irlanda era una posesión papal, que se el concedía como mero feudo al rey inglés. Por lo que en 1541, Enrique VIII se proclamó rey de Irlanda para hacer valer la reivindicación de Inglaterra sobre una Irlanda libre del señorío papal.
Tras la Guerra de los Nueve Años (1594–1603), el poder político quedó en manos de una minoría de ascendencia protestante y estuvo marcado por la política de colonización de la Corona, que supuso la llegada de miles de colonos protestantes ingleses y escoceses y el consiguiente desplazamiento de los terratenientes católicos anteriores a esta colonización. A medida que se acentuaba la derrota militar y política de la Irlanda gaélica a principios del siglo XVII, el conflicto sectario se convirtió en un tema recurrente en la historia de Irlanda.
Los católicos y los miembros de las denominaciones protestantes disidentes sufrieron graves privaciones políticas y económicas a causa de las Leyes Penales. El Parlamento de Irlanda fue abolido en 1801 a raíz de la Rebelión de los Irlandeses Unidos republicanos, e Irlanda se convirtió en parte integrante de un nuevo Reino Unido de Gran Bretaña e Irlanda en virtud del Acta de Unión.
La Gran Hambruna de la década de 1840 provocó que un gran número de personas huyera de la isla hacia todas partes del mundo. Entre 1841 y 1851, como consecuencia de las muertes y la emigración masiva—en su mayoría hacia Gran Bretaña y Norteamérica—la población de Irlanda se redujo en más de 2 millones de personas. Sólo en Connacht, la población descendió casi un 30 %.
En su libro The Irish: Emigration, Marriage, and Fertility (1973), el profesor estadounidense Robert E. Kennedy explica, sin embargo, que el argumento común de que la emigración masiva de Irlanda fue una «huida de la hambruna» no es del todo correcto. En primer lugar, los irlandeses habían estado yendo a Gran Bretaña para construir canales desde el siglo XVIII, y en cuanto mejoraron las condiciones en Irlanda, su emigración no disminuyó. Una vez que la hambruna terminó, los cuatro años que siguieron se caracterizaron por una emigración mayor que durante los cuatro años de la plaga. Kennedy argumenta que la hambruna se consideró como la gota que derramó el vaso, ya que convenció a más gente a emigrar aunque otros factores influyeran en su decisión.
Ya para 1900, la población de Irlanda era más o menos la mitad de su máximo de 1840, y continuó descendiendo durante el siglo XX.
En las décadas que siguieron a la independencia en los años veinte, la emigración se aceleró por motivos económicos y sociales, y cuando el destino preferido cambió de los Estados Unidos a Gran Bretaña, más de 500 000 emigraron en los años cincuenta y 450 000 en los años ochenta. Asimismo, más de 3 millones de ciudadanos irlandeses residían fuera de Irlanda en el 2017.
Los irlandeses que aún vivían en Irlanda fueron objeto de discriminación por parte de Gran Bretaña a causa de su religión. Los desalojos aumentaron tras la derogación de las Leyes de Cereales británicas en 1846, la aprobación del Tribunal de Fincas Gravadas en 1849 y la eliminación de los derechos civiles y las normas de clase existentes. La muerte en 1847 de Daniel O'Connell, el líder político que defendía las causas liberales y reformistas y la emancipación de los católicos irlandeses, además del fallido levantamiento de los Jóvenes Irlandeses en 1848 acabaron con los últimos rescoldos de esperanza de cambio. La emigración de Irlanda a los Estados Unidos ofrecía más posibilidades, y el descubrimiento de oro en la Sierra Nevada en 1848 atrajo a más emigrantes.

## Genealogía

### Paddiesde plástico
A las personas de la diáspora irlandesa que no nacieron en Irlanda pero que se identifican como irlandeses a veces se les llama, de manera despectiva, plastic Paddies. 

#### En Irlanda
Dentro de Irlanda, la frase plastic Paddy podría referirse a alguien que da una imagen falsa de la cultura irlandesa al representar estereotipos étnicos que describen una imagen incorrecta, anticuada u ofensiva del país y de su cultura. Esto puede verse a menudo en personas que no poseen la nacionalidad irlandesa pero que tienen una idea romántica o un concepto del salvaje noble en cuanto a «la raza irlandesa» se refiere y aquellas que representan estos estereotipos para atraer a los turistas. La etiqueta es una reacción defensiva contra las descripciones y representaciones despectivas e incorrectas de los irlandeses en relación con celebraciones que se originaron en la diáspora irlandesa, al igual que la comercialización y la distorsión del Día de San Patricio.
La frase plastic Paddy también se ha usado como un término despectivo para referirse a personas irlandesas que demuestran más lealtad por la cultura inglesa que la irlandesa, como por ejemplo, aquellas que apoyan a los equipos ingleses de fútbol.

#### En Gran Bretaña
La profesora de estudios irlandeses Mary J. Hickman escribió acerca de la frase plastic Paddy:

(...) is a term deployed in order to deny and denigrate the second generation Irish in Britain (...) came into quite common use in the 1980s, frequently articulated by new middle-class Irish migrants in Britain, for whom it was a means of distancing themselves from established Irish communities. 

Por otro lado, según Bronwen Walter, profesora de estudios acerca de la diáspora irlandesa en la Universidad Anglia Ruskin:

The adoption of a hyphenated identity has been much more problematic for the second generation Irish in Britain. The Irish-born have frequently denied the authenticity of their Irish identity. 

El término también se ha utilizado para insultar a jugadores no nacidos en Irlanda que deciden jugar para la selección nacional de fútbol de la República de Irlanda, a los seguidores de equipos irlandeses que son miembros de peñas deportivas fuera de Irlanda y a otros irlandeses que viven en Gran Bretaña. Un estudio realizado por la Universidad de Strathclyde y la organización caritativa escocesa Nil by Mouth concluyó que el término se utilizaba de forma abusiva en foros de Internet de seguidores de los clubes de fútbol Celtic Football Club y Rangers Football Club en referencia a los seguidores del Celtic y a la comunidad católica de Escocia en general. En agosto de 2009, un seguidor del Rangers Football Club—un hombre británico con ascendencia asiática, residente de Birmingham (Inglaterra)—fue condenado a una pena condicional tras hacer comentarios despectivos a un agente de policía de origen irlandés. El fiscal dijo que el hombre había hecho comentarios racistas sobre el agente, que incluyeron acusaciones de que este era un plastic Paddy.
En la revista británica Spiked, el periodista de temas políticos Brendan O'Neill, de ascendencia irlandesa, usa el término para describir a las personas que, según él, son second-generation wannabe [Irishmen].  Además, escribe que algunas personas culpables de Plastic Paddyism  (o, en sus palabras, Dermot-itis ) incluyen a Bill Clinton, Daniel Day-Lewis y Shane MacGowan.
Además, en el libro Why I Am Still a Catholic: Essays in Faith and Perseverance (2006) del escritor y periodista inglés Peter Stanford, el presentador de televisión Dermot O'Leary describe su infancia como un classic plastic paddy,  durante la cual sus propios primos lo maltrataban en Wexford por ser inglés.

#### En los Estados Unidos
En los Estados Unidos, la frase plastic Paddy se utiliza usualmente de manera despectiva para referirse a aquellas personas que se identifican como irlando-estadounidenses o que celebran sus «orígenes irlandeses» en el Día de San Patricio, y a quienes se les acusa de no tener una conexión verdadera con la cultura irlandesa. Por ejemplo, el luchador británico de artes marciales mixtas Dan Hardy se refirió al luchador estadounidense Marcus Davis como un Plastic Paddy debido al entusiasmo que siente este por su ascendencia e identidad irlandesas. También, el periodista escocés Alex Massie escribió en la revista estadounidense National Review:

When I was a student in Dublin we scoffed at the American celebration of St. Patrick, finding something preposterous in the green beer, the search for any connection, no matter how tenuous, to Ireland, the misty sentiment of it all that seemed so at odds with the Ireland we knew and actually lived in. Who were these people dressed as Leprechauns and why were they dressed that way? This Hibernian Brigadoon was a sham, a mockery, a Shamrockery of real Ireland and a remarkable exhibition of plastic paddyness. But at least it was confined to the Irish abroad and those foreigners desperate to find some trace of green in their blood. 

## Reino Unido
La emigración irlandesa a Gran Bretaña se viene produciendo desde principios de la Edad Media. Las mayores oleadas de emigración irlandesa se produjeron en el siglo XIX, cuando estalló una devastadora hambruna en Irlanda que provocó que miles de inmigrantes irlandeses se establecieran en Gran Bretaña, principalmente en las ciudades portuarias de Liverpool y Glasgow. Otras oleadas migratorias irlandesas se produjeron durante el siglo XX, cuando los inmigrantes irlandeses que salieron huyendo de las malas condiciones económicas en Irlanda tras la creación del Estado Libre Irlandés llegaron a Gran Bretaña en respuesta a la escasez de mano de obra. Estas oleadas migratorias han dado como resultado que millones de ciudadanos británicos sean de ascendencia irlandesa.
Un artículo en el periódico The Guardian calculaba que hasta seis millones de personas que viven en el Reino Unido tienen un abuelo o una abuela que nació en Irlanda (alrededor del 10 % de la población británica) y que, por lo tanto, pueden solicitar la nacionalidad irlandesa.Además, en una encuesta, casi una cuarta parte afirmaba tener ascendencia irlandesa.
Los irlandeses han trabajado tradicionalmente en los campos de la construcción y el transporte, sobre todo como estibadores, a raíz de la afluencia de trabajadores irlandeses o navvies,  para construir las redes británicas de canales, carreteras y ferrocarriles en el siglo XIX. Esto se debe en gran parte al flujo de emigrantes procedentes de Irlanda durante la Gran Hambruna de 1845–1849. Muchos militares irlandeses, sobre todo marineros, se establecieron en Gran Bretaña: Durante la primera mitad del siglo XIX, un tercio del personal del Ejército y la Marina Real estaba compuesto de irlandeses. Los irlandeses siguen representando un gran contingente de voluntarios extranjeros en las fuerzas armadas del Reino Unido. Desde las décadas de 1950 y 1960, sobre todo, los irlandeses se han integrado en la población británica. La emigración continuó en el siglo siguiente. Más de medio millón de irlandeses fueron a Gran Bretaña durante la Segunda Guerra Mundial para trabajar en las industrias y servir en las fuerzas armadas británicas. En la época de la reconstrucción de la posguerra, el número de inmigrantes empezó a aumentar y muchos se establecieron en las ciudades y los pueblos más grandes de Gran Bretaña.
Según el censo del Reino Unido de 2001, 869 093 personas nacidas en Irlanda vivían en Gran Bretaña.
Las mayores comunidades irlandesas de Gran Bretaña se encuentran predominantemente en las ciudades: en Londres, en particular en el barrio de Kilburn (que cuenta con una de las mayores comunidades de personas de origen irlandés fuera de Irlanda) hacia el oeste y noroeste de la ciudad, en las grandes ciudades portuarias como Liverpool (que eligió a los primeros parlamentarios nacionalistas irlandeses), Glasgow, Bristol, Sunderland y Portsmouth. Las grandes ciudades industriales, tales como Salford, Mánchester, Luton, Coventry, Birmingham, Sheffield, Wolverhampton, Cardiff y partes de Newcastle upon Tyne y Nottingham, también cuentan con grandes poblaciones de la diáspora a causa de la Revolución Industrial y, en el caso de las tres primeras, a la pujanza de la industria automovilística en las décadas de 1960 y 1970. Las ciudades de Hebburn, Jarrow y Coatbridge se han ganado el sobrenombre de Little Ireland  por su elevada población irlandesa.
La relación de la comunidad irlandesa en Gran Bretaña con la Iglesia Católica, con la que mantenía un fuerte sentimiento de identidad, era fundamental. La Iglesia sigue siendo un aspecto crucial de la vida comunitaria para una parte de la población inmigrante y sus descendientes. El grupo étnico más numeroso en el sacerdocio católico romano de Gran Bretaña sigue siendo el irlandés (en los Estados Unidos, los rangos superiores de la jerarquía de la Iglesia son predominantemente de ascendencia irlandesa). El anterior jefe de la Iglesia católica romana en Escocia fue el cardenal Keith O'Brien.
Escocia experimentó una importante inmigración irlandesa, sobre todo en Glasgow, Edimburgo y Coatbridge. Esto llevó a la formación del club de fútbol Celtic Football Club en 1888 por el hermano marista Walfrid, con el fin de recaudar fondos para ayudar a la comunidad. En 1875, el Hibernian se fundó en Edimburgo y en 1909 se formó otro club con vínculos irlandeses, el Dundee United. Asimismo, la comunidad irlandesa de Londres formó el club de rugby union London Irish. Según el censo del Reino Unido de 2001, 50 000 personas en Escocia se identificaron como de ascendencia irlandesa.
Los irlandeses han mantenido una fuerte presencia política en el Reino Unido (sobre todo en Escocia), en los gobiernos locales y a nivel nacional. Los ex primeros ministros David Cameron, Tony Blair, John Major y James Callaghan se cuentan entre los muchos británicos de ascendencia parcialmente irlandesa. La madre de Blair, Hazel Elizabeth Rosaleen Corscaden, nació en Ballyshannon, Condado de Donegal. El exministro de hacienda George Osborne pertenece a la aristocracia angloirlandesa y es heredero de las baronías de Ballentaylor y Ballylemon.
Además, el Reino Unido celebra oficialmente el Día de San Patricio como día de fiesta nacional. Aunque muchas de estas celebraciones se suspendieron en la década de 1970 a causa del conflicto norirlandés, la fiesta es ahora celebrada ampliamente por el público británico.

## El resto de Europa
Los vínculos de Irlanda con el continente se remontan a muchos siglos atrás. En la época de la Alta Edad Media, de 700 a 900 d. C., muchas figuras religiosas irlandesas salieron al extranjero para predicar y fundar monasterios en lo que se conoce como la misión hiberno-escocesa. San Brioc fundó la ciudad que lleva su nombre en Bretaña, San Columbano fundó el monasterio de Bobbio en el norte de Italia y uno de sus monjes, San Galo, le dio su nombre a la ciudad suiza de San Galo y al Cantón de San Galo.
Durante la Contrarreforma, se estrecharon los vínculos religiosos y políticos de Irlanda con Europa. En Lovaina (Lúbhan en irlandés), en el Ducado de Brabante—hoy en día en Flandes (norte de Bélgica)—se desarrolló un importante centro de educación y formación para sacerdotes irlandeses. La Huida de los Condes, en 1607, llevó a gran parte de la nobleza gaélica a huir del país y, tras las guerras del siglo XVII, muchos otros huyeron a España, Francia, Austria y otras tierras católicas romanas. Los señores y sus criados y partidarios se unieron a los ejércitos de estos países y fueron conocidos como los Gansos Salvajes. Algunos de los señores y sus descendientes llegaron a ocupar altos cargos en sus países adoptivos, tales como el general y político español Leopoldo O'Donnell, primer duque de Tetuán, quien llegó a ser presidente del Gobierno de España, o el general y político francés Patrice de Mac-Mahon, duque de Magenta, quien llegó a ser presidente de la República Francesa. La marca de brandy francés o coñac Hennessy fue fundada por Richard Hennessy, oficial irlandés del Regimiento Clare de la Brigada Irlandesa del Ejército francés. 
Durante el siglo XX, algunos intelectuales irlandeses se establecieron en la Europa continental, sobre todo James Joyce y, más tarde, Samuel Beckett (que llegó a ser mensajero de la Resistencia francesa). Eoin O'Duffy dirigió una brigada de 700 voluntarios irlandeses para luchar por Francisco Franco durante la guerra civil española, mientras que Frank Ryan lideró la Columna Connolly que luchó en el bando contrario, con las Brigadas Internacionales republicanas. William Joyce se convirtió en propagandista en idioma inglés para la Alemania nazi y era conocido coloquialmente como Lord Haw-Haw.

## África

### Sudáfrica
Es posible encontrar comunidades irlandesas en Ciudad del Cabo, Gqeberha, Kimberley y Johannesburgo, con comunidades más pequeñas en Pretoria, Barberton, East London y Durban. Un tercio de los gobernadores del Cabo eran irlandeses, al igual que muchos de los jueces y figuras políticas. Tanto la Colonia del Cabo como la Colonia de Natal tuvieron primeros ministros irlandeses: Sir Thomas Upington, «el afrikáner de Cork», y Sir Albert Hime, de Kilcoole, en el Condado de Wicklow. Entre los gobernadores irlandeses del Cabo figuraron Lord George Macartney, primer conde de Macartney; Du Pré Alexander, segundo conde de Caledon; y sir John Francis Cradock, primer barón de Howden. Henry Nourse, propietario de barcos en el Cabo, transportó a un pequeño grupo de colonos irlandeses en 1818.
Muchos irlandeses estuvieron con los colonos británicos de 1820 en la frontera de la provincia del Cabo Oriental con el pueblo xhosa. En 1823, John Ingram trajo 146 irlandeses de Cork. En varias ocasiones, se enviaron mujeres irlandesas solteras al Cabo. En noviembre de 1849 llegaron veinte, mientras que en marzo de 1851 llegaron 46. La mayoría llegó en noviembre de 1857 a bordo del barco Lady Kennaway.
Un gran contingente de tropas irlandesas luchó en la guerra anglo-bóer en ambos bandos y, cuando esta terminó, algunos de ellos se quedaron en Sudáfrica. Otros regresaron a su patria, pero salieron más tarde para establecerse en Sudáfrica con sus familias.
Entre 1902 y 1905, había unos 5 000 inmigrantes irlandeses.

## América
Algunos de los primeros irlandeses que viajaron al Nuevo Mundo lo hicieron como miembros de la guarnición española en Florida durante la década de 1560. Un número reducido de colonos irlandeses participaron en los esfuerzos por establecer colonias en la región amazónica, en Terranova y en Virginia entre 1604 y la década de 1630. Según el historiador Donald Akenson, fueron few if any  los irlandeses transportados a la fuerza al Nuevo Mundo durante este período.
La Colonización del Úlster por la monarquía de los Estuardo a principios del siglo XVII, principalmente en las tierras ganadas por la Huida de los Condes, con un número igual de escoceses leales de las tierras bajas y de reivers  fronterizos ingleses, causó resentimiento al igual que su transferencia de todas las propiedades de la Iglesia católica romana a la Iglesia de Irlanda, lo que provocó la rebelión irlandesa de 1641. Tras el fracaso de la rebelión, el régimen de la Mancomunidad comenzó a pacificar Irlanda, mediante la condena y el transporte de rebeldes irlandeses (conocidos como tories), sacerdotes católicos, frailes y tutores para laborar como trabajadores no remunerados en las colonias de la Corona en el Nuevo Mundo. Esta situación aumentó tras la Conquista de Irlanda por Cromwell (1649–1653) durante las Guerras de los Tres Reinos (1639–1653). Oliver Cromwell se hizo con tierras irlandesas tanto para reembolsar a quienes habían invertido y financiado la invasión como para pagarles a sus soldados, muchos de los cuales se establecieron en Irlanda. Como consecuencia, los irlandeses de Leinster y Munster que tuvieran propiedades por un valor de más de 10 libras recibieron la orden de trasladarse a Connacht, a tierras valoradas en no más de un tercio del valor de su tenencia actual, o ser desterrados bajo pena de muerte. Se calcula que en el siglo XVII emigraron unos 50 000 irlandeses a las colonias del Nuevo Mundo, cifra que rondaba los 165 000 en 1775.
La población de Irlanda descendió de 1 466 000 a 616 000 habitantes entre 1641 y 1652; más de 550 000 de estas bajas atribuidas a la hambruna y otras causas relacionadas con la guerra.

### Argentina

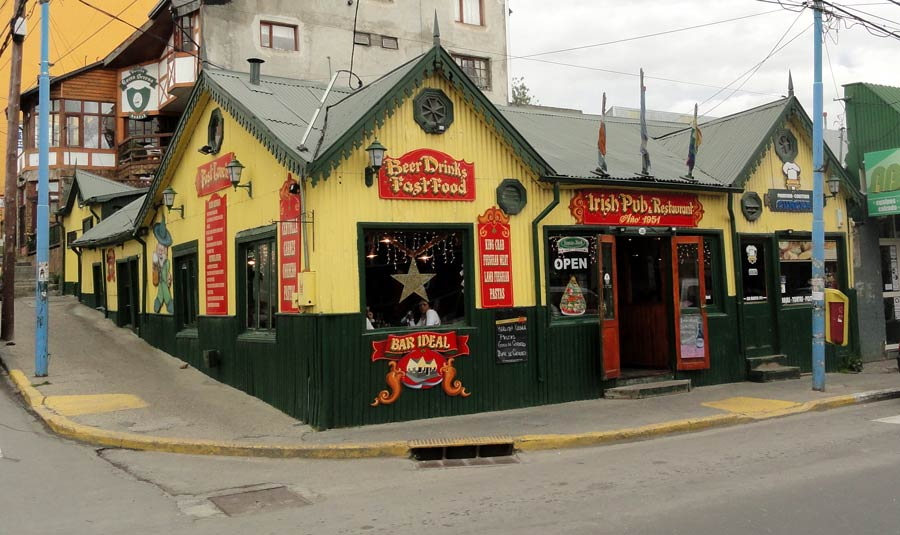
Pub irlandés en Ushuaia, Tierra del Fuego.

En el siglo XIX y principios del XX, más de 38 000 irlandeses emigraron a Argentina. Existieron comunidades y escuelas irlandesas muy diferenciadas hasta la época de Perón, en la década de 1950.
Hoy en día, se calcula que entre 500 000 y 1 000 000 de personas en Argentina son de ascendencia irlandesa.
En Argentina vive la quinta comunidad irlandesa más grande del mundo, la mayor en una nación de habla no inglesa y la mayor de Latinoamérica.
A pesar de que Argentina nunca fue el destino principal de los emigrantes irlandeses, aun así forma parte de la diáspora irlandesa. El periodista irlandés-argentino William Bulfin comentó, mientras viajaba por Westmeath a principios del siglo XX, que se encontró con muchos lugareños que habían estado en Buenos Aires. Un irlandés de la isla de Bere, en el condado de Cork, que había tenido éxito en Argentina en la década de 1880, alentó a varias familias a enviar emigrantes a ese país.
Considerado por algunos como un héroe nacional, Guillermo Brown es el ciudadano irlandés más famoso de Argentina. Creador de la Armada de la República Argentina (ARA) y líder de las Fuerzas Armadas argentinas en las guerras contra Brasil y España, Brown nació en Foxford, condado de Mayo, el 22 de junio de 1777 y murió en Buenos Aires en 1857. El destructor clase Almirante Brown lleva su nombre, así como también el partido de Almirante Brown, que forma parte del área urbana del Gran Buenos Aires, con una población de más de 500 000 habitantes.
La primera publicación católica en su totalidad y en idioma inglés publicada en Buenos Aires, The Southern Cross, es un periódico argentino fundado el 16 de enero de 1875 por el Padre Patrick Joseph Dillon, inmigrante irlandés, senador por la Provincia de Buenos Aires y presidente de la Comisión de Asuntos Presidenciales, entre otros cargos. El periódico sigue imprimiéndose en la actualidad. Publica una guía para principiantes de la lengua irlandesa que ayuda a los irlandeses-argentinos a mantenerse en contacto con su herencia cultural. Antes de The Southern Cross, los hermanos Edward y Michael Mulhall, nacidos en Dublín, publicaron con éxito The Standard, supuestamente el primer diario en lengua inglesa publicado en Sudamérica.
Entre 1943 y 1946, el presidente de facto de Argentina fue Edelmiro Julián Farrell, cuya ascendencia paterna era irlandesa.

### Bermudas

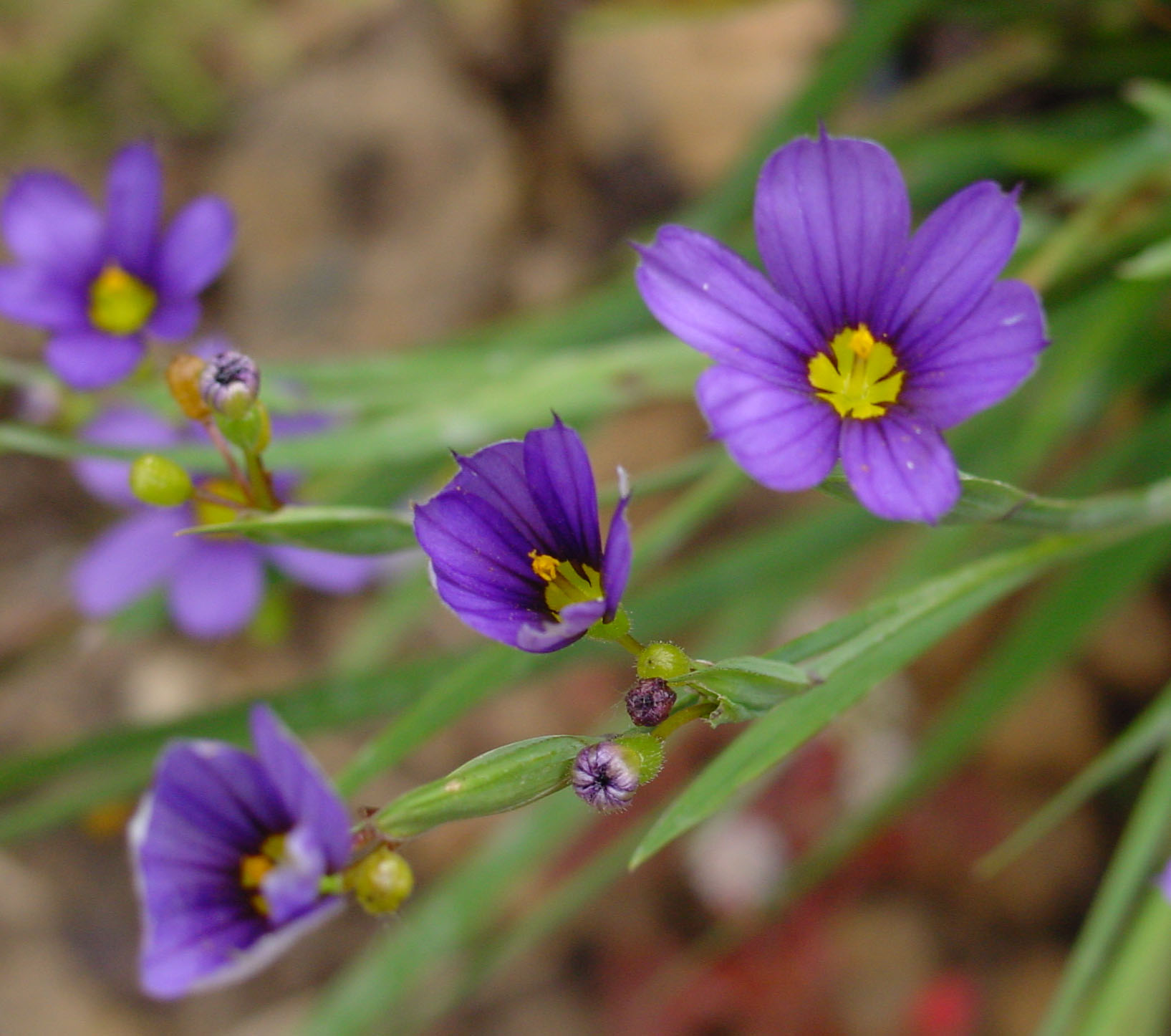
Bermudiana (Sisyrinchium bermudiana), la flor nacional de las Bermudas, que solo se encuentra en estas islas y en Irlanda.

En los principios de su historia, las Bermudas tuvieron supuestos vínculos con Irlanda. Se ha sugerido que San Brandán la descubrió durante su legendario viaje. Un hospital psiquiátrico local (que luego fue rebautizado) llevaba su nombre. En 1616, ocurrió un incidente en el que cinco colonos blancos llegaron a Irlanda tras cruzar el Atlántico (una distancia de unos 5 000 km) en un barco de dos toneladas. Al año siguiente, una de las principales islas de las Bermudas recibió el nombre de Irlanda. A mediados del siglo XVII, los prisioneros de guerra y los civiles cautivos irlandeses fueron enviados a las Indias Occidentales (entre ellas, las Bermudas) de manera involuntaria y condenados a laborar como trabajadores no remunerados. A estas personas se les obligó a este régimen de trabajo de cumplimiento forzoso a causa de la conquista de Irlanda por Cromwell. El gobierno puritano de la Mancomunidad consideraba que el envío de sirvientes no remunerados de Irlanda al Caribe cumplía dos propósitos. En primer lugar, ayudaba con la conquista de la isla (al eliminar la resistencia más fuerte a su dominio) y, en segundo, salvaba las almas de los sirvientes irlandeses católicos al establecerlos en colonias dominadas por protestantes, donde se suponía que se convertirían, inevitablemente, a la «verdadera fe».
Estos rápidos cambios demográficos pronto empezaron a alarmar a la población anglo-bermudeña dominante, en particular a los sirvientes irlandeses no remunerados, la mayoría de los cuales, presuntamente, practicaba el catolicismo en secreto (el gobierno colonial había prohibido la recusación). Las relaciones entre la comunidad anglo-bermudeña y los sirvientes irlandeses siguieron siendo hostiles. Por consiguiente, en respuesta al ostracismo, los irlandeses se unieron con las comunidades escocesa, africana e indígena de Bermudas para formar un nuevo grupo demográfico: las personas coloured,  término que en las Bermudas incluía cualquier persona que no fuera de ascendencia europea en su totalidad. Hoy en día, en las Bermudas, el término se ha reemplazado por la palabra black,  en la que está implícita, de manera errónea, la ascendencia africana subsahariana en su totalidad.
Los irlandeses no tardaron en mostrarse hostiles a sus nuevas condiciones en las Bermudas y la legislación colonial pronto estipuló lo siguiente:

It was also ordered that those that hath the Irish servants should take care that they straggle not night nor daie, as is too common with them. If any master or dames be remiss hereafter in watching over them, they shall be fyned according to the discretion of the Governor and counsell (...) it shall not be lawfull for any inhabitant in these Islands to buy or purchase any more of the Irish nation upon any pretence whatsoever. 

En septiembre de 1658, tres irlandeses—John Chehen (Shehan, Sheehan, Sheene o Sheen), David Laragen y Edmund Malony—fueron azotados por infringir el toque de queda y resultar sospechosos de haber robado un barco. También fueron castigados Jeames Benninge (un sirviente escocés no remunerado), Franke (sirviente negro del Sr. John Devitt), y Tomakin, Clemento y Dick (sirvientes—este último negro—de la Sra. Anne Trimingham).
En 1661, el gobierno colonial alegó que una alianza de negros e irlandeses estaba confabulando y tramando un plan para degollar a todos los bermudeños de ascendencia inglesa. El gobernador de las Bermudas, William Sayle (quien había regresado a las Bermudas después de que el gobierno colonial bermudeño reconociera la autoridad del Parlamento) contrarrestó el supuesto plan con tres edictos. El primero consistía en establecer una guardia nocturna en toda la colonia; el segundo, en que los esclavos y los irlandeses fueran despojados de armas de milicia; y el tercero, en que cualquier reunión de dos o más irlandeses o esclavos fuera dispersada a latigazos. No se produjeron detenciones, juicios ni ejecuciones en relación con el complot. Sin embargo, se descubrió que una irlandesa llamada Margaret mantenía una relación sentimental con un indígena. Se produjo una votación para que ella fuera estigmatizada y él, azotado.

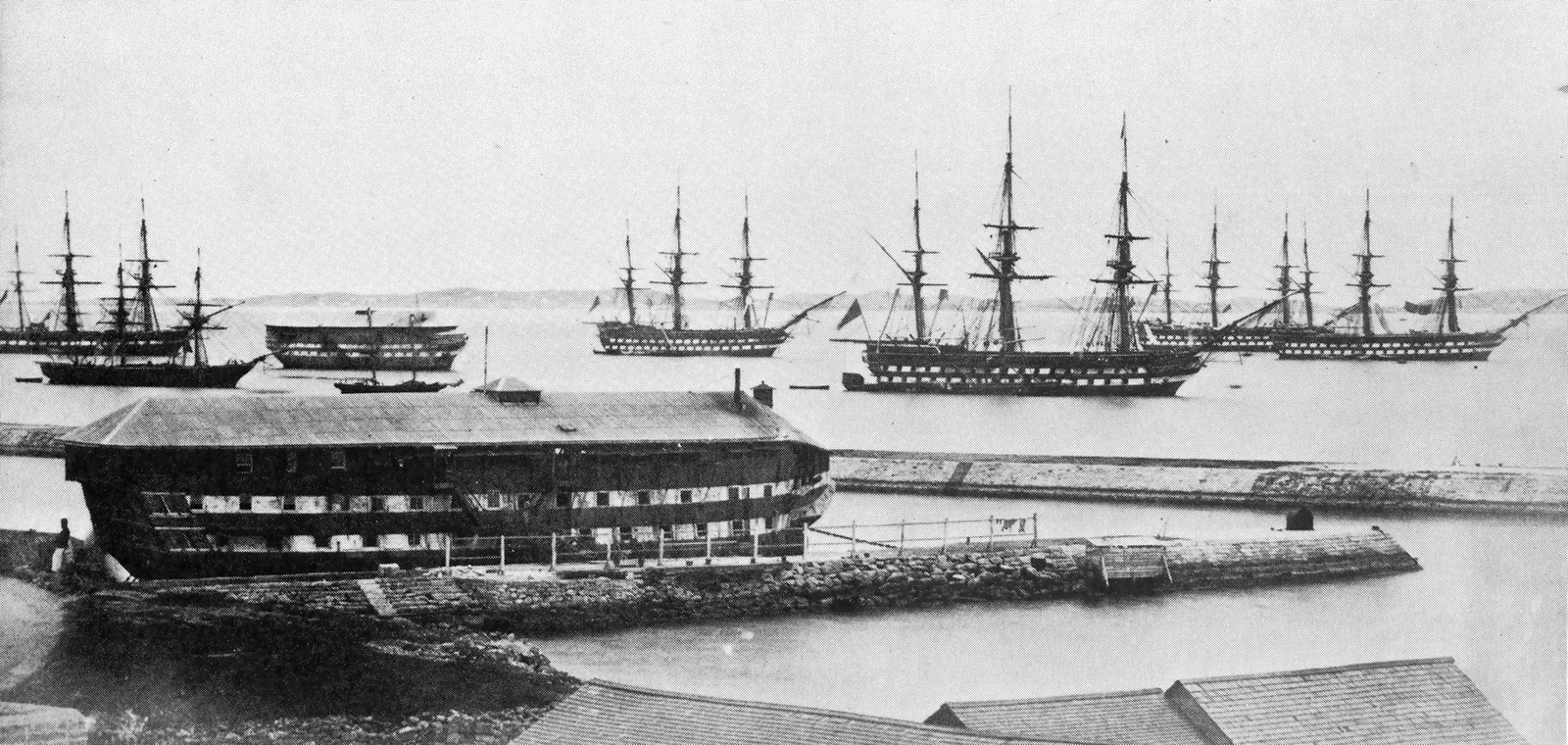
El casco del HMS Medway y el fondeadero de Grassy Bay vistos desde el Astillero Naval Real de Bermuda en 1862.

A lo largo de los siglos XVII y XVIII, los diversos grupos demográficos de la colonia se redujeron a blancos libres y bermudeños «de color», en su mayoría esclavizados, con una cultura anglo-bermudeña homogénea. De la cultura irlandesa traída por los sirvientes no remunerados desde Irlanda, no sobrevivió mucho. Las autoridades coloniales prohibieron el catolicismo en las Bermudas y todos los isleños estaban obligados por ley a asistir a los oficios de la iglesia anglicana establecida.
En 1803, el poeta irlandés Thomas Moore llegó a las Bermudas tras haber sido nombrado secretario del registro civil del Almirantazgo británico en las islas. Robert Kennedy, nacido en Cultra, condado de Down, fue secretario colonial del Gobierno de las Bermudas y gobernador interino de las Bermudas en tres ocasiones (1829, 1830 y de 1835 a 1836). En el siglo XIX, una vez más se enviaron prisioneros irlandeses a las Bermudas. Entre ellos estuvieron los participantes de la desafortunada rebelión de 1848 de los nacionalistas del movimiento de la Joven Irlanda, el periodista y político nacionalista John Mitchel y el pintor y asesino convicto William Burke Kirwan. Junto con los convictos ingleses, fueron utilizados para construir el Astillero Naval Real en la isla de Irlanda.
Aunque la Iglesia Católica (que había estado prohibida en las Bermudas, tal como en el resto de Inglaterra, desde la colonización) había comenzado a funcionar abiertamente en las islas en el siglo XIX, los sacerdotes no estaban autorizados para celebrar bautizos, bodas ni funerales. Al ser la base naval y militar británica más importante en el hemisferio occidental—tras la independencia de los Estados Unidos—un gran número de soldados irlandeses católicos sirvieron en la Guarnición de las Bermudas del ejército británico. La Marina Real también se había beneficiado de un cargamento de emigrantes irlandeses que había naufragado en las Bermudas, la mayoría de los cuales fueron reclutados allí para la marina. Los primeros servicios católicos en las Bermudas fueron dirigidos por capellanes del ejército británico a principios del siglo XIX. La Academia Mount Saint Agnes, una escuela privada administrada por la Iglesia Católica de las Bermudas, abrió sus puertas en 1890 a instancias de los oficiales del 86.º Regimiento de a Pie (Royal County Down) (que estuvo apostado en las Bermudas de 1880 a 1883). Estos le habían solicitado al Arzobispo de Halifax, Nueva Escocia, que se abriera una escuela para los hijos de los soldados irlandeses católicos.
Aunque apenas se conservan vestigios de la cultura irlandesa, aún puede observarse su influencia en cosas como las gaitas en la música de las Bermudas, lo que tiene su origen en la presencia de soldados escoceses e irlandeses entre los siglos XVIII y XX.
En las Bermudas han existido varias logias masónicas irlandesas, comenzando con la Logia Militar N.º 192, establecida por soldados del 47.º Regimiento de a Pie, y que operó en las islas desde 1793 hasta 1801. Se trataba de una logia ambulatoria o itinerante, al igual que otras logias militares, que se trasladaban con sus miembros. La Logia Irlandesa N.º 220 (también una logia militar ambulante) estuvo activa en las Bermudas desde 1856 hasta 1861, y la Logia Irlandesa N.º 209 se estableció en 1881. La Logia Minder #63 de la Constitución Irlandesa estuvo en las Bermudas con el 20.º Regimiento de a Pie desde 1841 hasta 1847. La Logia Hannibal #224 de la Constitución Irlandesa fue autorizada en 1867, y aún existe, reuniéndose en el Salón Masónico en Old Maid's Lane, Saint George. Otro Capítulo Hannibal, el n.º 123 de la Constitución Irlandesa, se constituyó en 1877, pero sólo duró hasta 1911.

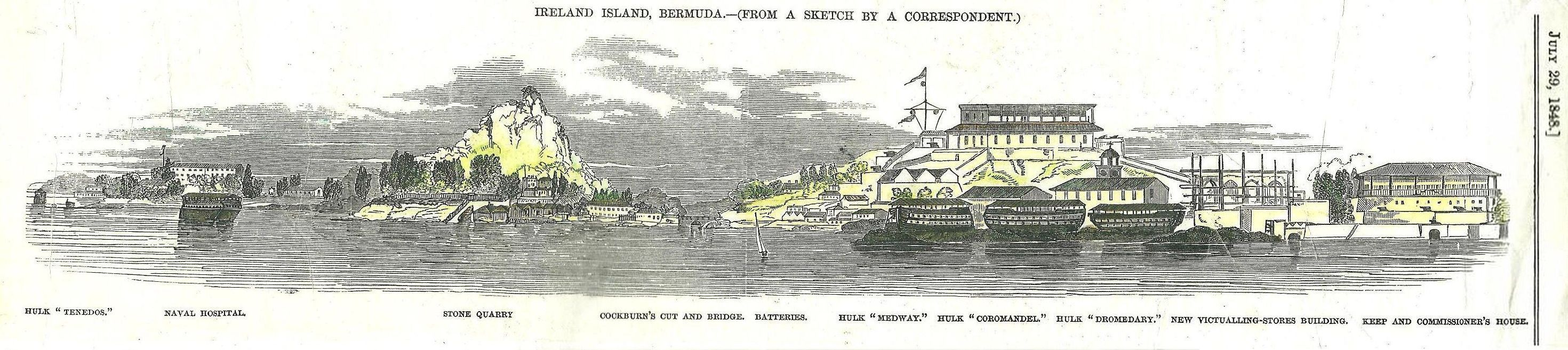
Un grabado en madera del Astillero Naval Real de las Bermudas, 1848, Isla Irlanda, Bermudas.

### Brasil
El primer colono irlandés en Brasil (de quien se tiene conocimiento) fue Thomas Field, un misionero que llegó al país a finales de 1577 y pasó tres años en Piratininga (actual São Paulo). En 1612, los hermanos irlandeses Philip y James Purcell establecieron una colonia en Tauregue, en la desembocadura del río Amazonas, donde también se establecieron asentamientos ingleses, neerlandeses y franceses. Muchos de los colonos comerciaban con tabaco, tintes y maderas nobles. En 1620, llegó un segundo grupo de colonos irlandeses liderados por Bernardo O'Brien, del condado de Clare. La primera celebración del Día de San Patricio (de la cual se tienen registros) tuvo lugar el 17 de marzo de 1770.
Durante la Guerra del Brasil, este país envió reclutadores a Irlanda para alistar a hombres como soldados en la batalla contra Argentina. A los irlandeses se les prometía que, si se alistaban en el ejército brasileño, recibirían una concesión de tierras tras cinco años de servicio. Se reclutaron alrededor de 2 400 hombres. Pero, cuando llegaron a Brasil (muchos con sus familias), el gobierno los desatendió por completo. Los irlandeses se amotinaron junto con un regimiento alemán y durante unos días hubo guerra abierta en las calles de Río de Janeiro. Aunque al final la mayoría emigró a Canadá o Argentina o fueron enviados de vuelta a sus países, algunos otros se quedaron y formaron una colonia en el Estado de Bahía.
En varias ocasiones, Brasil intentó atraer a más inmigrantes irlandeses para que se establecieran en el país. Sin embargo, la mayor parte de la tierra que se les concedió a estos colonos era porosa o se encontraba en lugares muy remotos. Muchos de los colonos irlandeses murieron o emigraron a otros países. Al mismo tiempo, varias figuras irlandesas destacadas desempeñaron cargos diplomáticos en Brasil para el Reino Unido (ya que Irlanda formaba parte del Imperio Británico). El nacionalista irlandés y diplomático británico Roger Casement fue cónsul británico en Santos, Belém y Río de Janeiro.

### Canadá
El censo de 2006 realizado por Statistics Canada, la Oficina Oficial de Estadística de Canadá, reveló que los irlandeses eran el cuarto grupo étnico más numeroso, con 4 354 155 canadienses con ascendencia irlandesa total o parcial, es decir, el 14 % de la población total del país. Diez años después, en el censo de 2016, los irlandeses mantuvieron su lugar como el cuarto grupo étnico más numeroso, con 4 627 000 canadienses con ascendencia irlandesa total o parcial.
Tras el asentamiento permanente de irlandeses en Terranova a finales del siglo XVIII y principios del XIX, procedentes en su gran mayoría del Condado de Waterford, se produjo un aumento de la inmigración irlandesa en el resto de Canadá en las décadas posteriores a la guerra anglo-estadounidense de 1812, lo que constituyó una parte importante de la Gran Migración de Canadá. Entre 1825 y 1845, el 60 % de todos los inmigrantes a Canadá eran irlandeses; sólo en 1831, llegaron a Montreal unos 34 000.
Entre 1830 y 1850, llegaron 624 000 irlandeses; en términos contextuales, al final de este período, la población de las provincias de Canadá era de 2.4 millones de habitantes. Además del Alto Canadá (Ontario), el Bajo Canadá (Quebec) y las provincias marítimas de Nueva Escocia, Isla del Príncipe Eduardo y Nuevo Brunswick, especialmente Saint John, fueron puntos de llegada. No todos se quedaron; muchos emigraron a los Estados Unidos o al oeste de Canadá en las décadas siguientes. Pocos regresaron a Irlanda.
Muchos habitantes de Terranova son de ascendencia irlandesa. Se calcula que alrededor del 80 % son de ascendencia irlandesa en al menos un lado de su árbol genealógico. Los apellidos, la religión católica predominante, la prevalencia de la música irlandesa, incluso el acento de la gente, recuerdan tanto a la Irlanda rural que el autor y periodista irlandés Tim Pat Coogan describió a Terranova con la frase: Outside Ireland itself, there is probably no more Irish place in the world.  El irlandés de Terranova, un dialecto de la lengua irlandesa específico de la isla, se habló mucho hasta mediados del siglo XX. Es muy similar a la lengua que se oía en el sureste de Irlanda hace siglos, debido a la emigración masiva de los condados de Tipperary, Waterford, Wexford, Kerry y Cork.
Saint John (Nuevo Brunswick) tiene la distinción de ser la ciudad más irlandesa de Canadá, según los registros del censo. Ha habido colonos irlandeses en Nuevo Brunswick desde finales del siglo XVIII, por lo menos, pero durante el punto álgido de la gran hambruna irlandesa (1845–1847), miles de irlandeses emigraron a través de la Isla Partridge, en el puerto de Saint John. La mayoría de estos irlandeses eran católicos, lo que cambió la composición de la ciudad lealista. En la región de Miramichi, en Nuevo Brunswick, también existe una numerosa y vibrante comunidad irlandesa.
El condado de Guysborough, en Nueva Escocia, cuenta con numerosos pueblos rurales irlandeses: Erinville (que significa «pueblo irlandés»), Salmon River, Ogden, Bantry (llamado así por la Bahía de Bantry, en el condado irlandés de Cork, pero ahora abandonado y cubierto de árboles), entre otros, donde predominan los apellidos irlandeses y el acento que recuerda al irlandés, así como la música, las tradiciones, la religión (católica romana) y el amor a la propia Irlanda. Algunos de los condados irlandeses desde donde llegaron estas personas fueron el condado de Kerry (península de Dingle), el condado de Cork y el condado de Roscommon, entre otros.
Quebec también alberga una gran comunidad irlandesa, especialmente en Montreal, donde el símbolo irlandés del shamrock o trébol figura en la bandera municipal. En particular, durante la época de la hambruna, miles de emigrantes irlandeses pasaron por Grosse Isle, cerca de la ciudad de Quebec, donde muchos murieron de tifus. La mayoría de los irlandeses que se establecieron cerca de Quebec son francófonos hoy en día.
Los colonos católicos irlandeses también abrieron nuevas zonas agrícolas en la región de los Cantons-de-l'Est, el valle del Ottawa y las ciudades de Gatineau y Pontiac. Los irlandeses de Quebec también se establecieron en comunidades como Frampton, Saint Sylvestre y Saint Patrick, en la región de Beauce, al sureste de Quebec.
Ontario cuenta con más de dos millones de personas de ascendencia irlandesa. En mayor número, estas llegaron en la década de 1820 y las siguientes para trabajar en las infraestructuras coloniales y colonizar extensiones de tierra en el Alto Canadá. El resultado es que, hoy en día, esta es una región salpicada de topónimos de Irlanda. Ontario recibió a un gran número de personas que desembarcaron en Quebec durante los años de la hambruna. Muchos miles murieron en los puertos de Ontario. Las personas nacidas en Irlanda se convirtieron en la mayoría en Toronto en 1851.

### El Caribe
A partir de la década de 1620, muchos de los mercaderes católicos irlandeses de la época emigraron voluntariamente a las Indias Occidentales para aprovechar las oportunidades de negocios locales que ofrecía el comercio del azúcar, el tabaco y el algodón. Les siguieron los trabajadores no remunerados irlandeses, que no poseían tierras y que habían sido reclutados para servirle a un terrateniente durante un tiempo determinado antes de recibir la libertad y tierras. Hoy en día, a los descendientes de algunos inmigrantes irlandeses se les conoce en las Indias Occidentales como redlegs.  
La mayoría de los descendientes de estos irlandeses abandonaron las islas cuando se implantó la esclavitud africana y los negros empezaron a sustituir a los blancos. Muchos irlandeses nacidos en Barbados ayudaron a establecer la colonia de Carolina en los Estados Unidos.
Tras la conquista de Irlanda por Cromwell, los prisioneros irlandeses fueron trasladados por la fuerza a las colonias inglesas de América y vendidos en régimen de trabajo de cumplimiento forzoso, práctica que llegó a conocerse como being Barbadosed,  aunque Barbados no fue la única colonia que recibió prisioneros irlandeses. Los enviados a Montserrat fueron los más conocidos. Al día de hoy, Montserrat es el único país o territorio en el mundo, aparte de la República de Irlanda, Irlanda del Norte y la provincia canadiense de Terranova, que celebra el día de San Patricio como día festivo. La población es en su mayoría de ascendencia irlandesa y africana.

#### Puerto Rico
Los inmigrantes irlandeses desempeñaron un papel decisivo en la economía de Puerto Rico. Una de las industrias más importantes de la isla era la azucarera. Entre los empresarios de éxito de esta industria se encontraban Miguel Conway y Juan Nagle, que poseían plantaciones. El general Alejandro O'Reilly, «padre de la milicia puertorriqueña», nombró a Tomás O'Daly como ingeniero jefe a cargo de la modernización de las defensas de San Juan, que incluía la fortaleza del Castillo San Cristóbal. O'Daly y Miguel Kirwan fueron socios en una hacienda azucarera. Un hijo de O'Daly, Demetrio O'Daly, sucedió al capitán Ramón Power y Giralt como delegado de la isla ante las Cortes españolas. La familia Quinlan también estableció plantaciones: una en el pueblo de Toa Baja y la otra en Loíza. Los puertorriqueños de ascendencia irlandesa también desempeñaron un papel decisivo en el desarrollo de la industria tabacalera de la isla.

#### Otros países
Otros lugares notables de inmigración irlandesa en el Caribe incluyen:
- Antigua y Barbuda[117][166]
- Barbados[117][167]
- Cuba[168]
- Jamaica[117][169][170]
- San Cristóbal y Nieves[117]
- Santa Lucía[171]
- Trinidad y Tobago[172]

### Colombia
La presencia del pueblo irlandés en Colombia se remonta a la época del dominio español. Grupos de irlandeses se trasladaron a la península ibérica y de allí al continente americano, donde participaron en la colonización y en las áreas del comercio, el ejército y la administración. Una muestra del impacto que tuvo este pueblo fue la colonización del Darién en 1788. Allí se establecieron 64 familias—28 de origen irlandés—y 50 personas solteras procedentes de Norteamérica, a quienes se sumaron familias del interior.
Además, durante las campañas de emancipación, de unos 6 808 europeos que participaron, los irlandeses representaron el 48 %; es decir, más de 3 000 irlandeses—que habrían llegado alistados en la Legión Irlandesa—lucharon por darle la libertad a Colombia.
Tras haber terminado las guerras de independencia, muchos de ellos se quedaron para formar parte del ejército colombiano. Otros abandonaron la vida militar para integrarse en la sociedad como empresarios, comerciantes, médicos, artistas, entre otras profesiones. El sector económico en el que más participaron los irlandeses fue la minería: formaron pequeñas colonias mineras en el norte y sur de Antioquia. A mediados de siglo, el minero inglés Tyrell Moore presentó al Estado Soberano de Antioquia un proyecto para colonizar el norte y el Bajo Cauca con 200 familias irlandesas, intención que no contó con la aprobación de los locales y, sumado a otros problemas logísticos, hizo imposible su materialización. La mayor colonia minera se estableció en el sur (actual departamento de Caldas), en poblaciones tales como Marmato y Supía. Entre los cientos de mineros británicos, franceses, alemanes y suecos que se trasladaron allí se encontraban también algunos irlandeses.

### Chile
Los irlandeses comenzaron a llegar en un número considerable durante los siglos xviii y xix, principalmente al puerto de Valparaíso. Muchos de los Gansos Salvajes, soldados irlandeses expatriados que habían ido a España, o sus descendientes, continuó hacia sus colonias en Sudamérica. Un gran número de ellos llegaron a ocupar puestos destacados en los gobiernos de la región, como por ejemplo, Bernardo O'Higgins, quien fue el primer director supremo de Chile. Cuando las tropas chilenas ocuparon Lima durante la Guerra del Pacífico en 1881, pusieron al mando a Patricio Lynch, cuyo abuelo había venido de Irlanda a Argentina y luego se había trasladado a Chile. 

### Estados Unidos
Los primeros irlandeses llegaron en el siglo XVII a lo que hoy en día es Estados Unidos, sobre todo a Virginia. La mayoría eran trabajadores no remunerados.
La experiencia de los inmigrantes irlandeses en los Estados Unidos no siempre ha sido armoniosa. Este país no tenía una buena relación con la mayoría de los irlandeses que iban llegando, a causa de su fe católica, ya que la mayor parte de la población estadounidense era protestante y había sido formada originalmente por ramas de la fe protestante, muchos de quienes procedían del norte de Irlanda (Úlster). De modo que era de esperar que el gobierno federal promulgara nuevas leyes migratorias para sumarse a las anteriores—que limitaban la inmigración de personas de Europa del Este—para limitar de igual manera la inmigración de los irlandeses.
Aquellos que lograron venir de Irlanda ya eran, en su mayoría, buenos agricultores y trabajadores, por lo que los puestos de trabajo que ocupaban eran abundantes al principio. Sin embargo, a medida que pasaba el tiempo y ya no era tan necesario cultivar la tierra, los trabajos que aceptaban los nuevos inmigrantes irlandeses eran aquellos que también querían los estadounidenses. En la mayoría de los casos, los recién llegados irlandeses carecían de educación y, a menudo, competían con los estadounidenses por trabajos manuales. Además, en la década de 1860, fueron reclutados en los muelles por el ejército para servir en la guerra civil estadounidense y luego para construir el ferrocarril de la Union Pacific.
La imagen clásica del inmigrante irlandés se debe en cierta medida a estereotipos racistas y anticatólicos. En los Estados Unidos de la época moderna, los irlandeses son percibidos en gran medida como buenos trabajadores. Sobre todo se les relaciona con posiciones tales como: agentes de policía, bomberos, líderes de la Iglesia Católica y políticos en las grandes áreas metropolitanas de la costa este. Los estadounidenses de origen irlandés superan los 35 millones, lo que los convierte en el segundo grupo étnico más numeroso del país, después de los estadounidenses de origen alemán. Históricamente, ha habido grandes comunidades irlandesas en grandes ciudades, tales como Filadelfia, Chicago, Boston, Nueva York y otras. Muchas ciudades en todo el país celebran cada año desfiles en el Día de San Patricio. El más grande en los Estados Unidos es el de la Ciudad de Nueva York, a su vez uno de los desfiles más grandes del mundo. El desfile de Boston guarda estrecha relación con el Día de la evacuación, cuando los británicos abandonaron Boston en 1776 durante la Guerra de Independencia de los Estados Unidos.
Antes de la Gran Hambruna, en la que murieron más de un millón de personas y emigraron muchas más, ya existían las Leyes Penales, que causaron una considerable emigración desde Irlanda.
En 1790, según la enciclopedia Harvard Encyclopedia of American Ethnic Groups (1980), de una población blanca total de 3 100 000 personas, había 400 000 estadounidenses que eran irlandeses de nacimiento o por ascendencia.  La mitad de estos irlandeses descendían del pueblo de Úlster y la otra mitad de Connacht, Leinster y Munster.
Según cifras del censo estadounidense del año 2000, hay 41 000 000 estadounidenses que afirman tener ascendencia irlandesa total o parcial; es decir, un grupo que representa a más de uno de cada cinco estadounidenses blancos. Además, muchos afroestadounidenses forman parte de la diáspora irlandesa, ya que descienden de dueños de esclavos y capataces irlandeses o escoceses-irlandeses que llegaron a los Estados Unidos durante la época colonial. Datos de 2016 de la Oficina del Censo de Estados Unidos revelan que la ascendencia irlandesa es una de las más comunes que se declaran (la segunda, después de la alemana).
La naturaleza perdurable de la identidad irlandesa-estadounidense queda ejemplificada por la celebración generalizada en todo el país del Día de San Patricio, la fiesta nacional de Irlanda. La forma moderna del tradicional desfile del Día de San Patricio se desarrolló en los propios Estados Unidos. El mayor desfile de este tipo en el mundo es el de la Ciudad de Nueva York, que reúne anualmente a unos 150 000 participantes y 2 000 000 de espectadores, con miles de desfiles de todos los tamaños por todo el país.

### México
William Lamport, nacido en el condado de Wexford y mejor conocido por la mayoría de los mexicanos como Guillén de Lampart, fue precursor del movimiento independentista y autor de la primera proclama de independencia en el Nuevo Mundo. Su estatua se encuentra hoy en el interior de la Columna de la Independencia, en Ciudad de México. Juan de O'Donojú y O'Ryan, de ascendencia irlandesa, fue el último virrey de Nueva España (México). Murió y está enterrado en Ciudad de México.
Existieron muchas comunidades en la provincia mexicana de Texas hasta la revolución, cuando se pusieron del lado del México católico contra los elementos protestantes que estaban a favor de los Estados Unidos. Entre los irlandeses más famosos de la historia de México se encuentran «Los Patricios» del Batallón de San Patricio. Este batallón estuvo compuesto de tropas estadounidenses que desertaron y lucharon junto al Ejército Mexicano contra los Estados Unidos en la guerra mexicano-estadounidense de 1846–1848. Entre ellos, el más conocido es John Riley.
México también cuenta con un gran número de personas de ascendencia irlandesa, entre ellas el actor Anthony Quinn. En Ciudad de México hay monumentos que rinden homenaje a los irlandeses que lucharon por México en el siglo XIX. Hay un monumento a Los Patricios en el fuerte de Churubusco. Durante la Gran Hambruna, miles de inmigrantes irlandeses entraron en el país. Otros mexicanos de origen irlandés incluyen a: el empresario Rómulo O'Farrill Jr.; el pintor y arquitecto Juan O'Gorman y su hermano, el historiador y filósofo Edmundo O'Gorman; y Alejo Bay, dirigente político y gobernador del estado de Sonora, entre otros.

## Asia

### Subcontinente indio
En la India ha habido irlandeses desde la época de la Compañía Británica de las Indias Orientales, que fue fundada en 1600. Aunque la mayoría de los primeros irlandeses llegaron como comerciantes, algunos también lo hicieron como soldados. Sin embargo, la mayoría de estos comerciantes y soldados pertenecían al dominio protestante. Entre ellos destacaron los generales Arthur Wellesley, primer duque de Wellington (1769–1852), quien llegó a ser primer ministro del Reino Unido en 1834, y su hermano Richard Wellesley, primer marqués de Wellesley (1760–1842), quien fungió como gobernador general de la India (1798–1805). Más tarde, en la época victoriana, también llegaron a la India muchos pensadores, filósofos y nacionalistas irlandeses de mayoría católica, entre quienes destacaba la teósofa Annie Besant.
Existe la creencia generalizada de que hubo una alianza secreta entre los movimientos independentistas irlandés e indio.Algunos intelectuales indios, tales como como Jawaharlal Nehru y V. V. Giri, se inspiraron sin duda en los nacionalistas irlandeses cuando estuvieron estudiando en el Reino Unido.

## Oceanía

### Australia

Personas con ascendencia irlandesa como un porcentaje de la población en Australia, dividido geográficamente por área local estadística, según el censo del 2011.

En el censo del 2011, un total de 2 087 800 australianos, o el 10.4 % de la población, declararon tener algún tipo de ascendencia irlandesa, solo superados por los ingleses y los australianos. El Gobierno de Australia estima que la cifra total podría rondar los 7 millones (30 %).
En el censo del 2006, 50 255 residentes australianos declararon haber nacido en la República de Irlanda y otros 21 291, en Irlanda del Norte. Esto significa que Australia cuenta con la tercera mayor población de origen irlandés fuera de Irlanda (después de Gran Bretaña y los Estados Unidos).
Se cree que entre las décadas de 1790 y 1920 llegaron a Australia unos 400 000 colonos irlandeses, de manera tanto voluntaria como forzosa. Primero, llegaron en gran número como convictos, con unos 50 000 que fueron transportados entre 1791 y 1867. A lo largo del siglo XIX llegó un número aún mayor de colonos libres debido a motivos tales como la hambruna, el Fondo de Ayuda de Donegal, el descubrimiento de oro en Victoria y Nueva Gales del Sur y la influencia cada vez mayor de la comunidad irlandesa preexistente. Para 1871, los inmigrantes irlandeses representaban una cuarta parte de la población australiana nacida en el extranjero.
Los inmigrantes católicos irlandeses—que representaban alrededor del 75 % de la población irlandesa total—fueron en gran parte responsables del establecimiento de un sistema escolar católico por separado. En el 2017, alrededor del 20 % de los niños australianos asistían a colegios católicos.
También se ha afirmado que la lengua irlandesa fue el origen de un número considerable de palabras en el inglés australiano.

### Nueva Zelanda
La diáspora irlandesa también tuvo un nuevo comienzo en las islas de Nueva Zelanda durante el siglo XIX. La posibilidad de hacerse ricos en las minas de oro causó que muchos irlandeses acudieran en masa a los muelles y arriesgaran sus vidas en el largo viaje hacia una posible libertad y, lo que es más importante, la autosuficiencia. Muchos irlandeses también llegaron con el ejército británico durante las guerras de Nueva Zelanda. Varios lugares, como Gabriel's Gully y la región de Otago, eran yacimientos mineros que, gracias al financiamiento de grandes empresas, permitieron la creación de salarios y la aparición de ciudades mineras. Las mujeres encontraron trabajo como criadas para limpiar las cabañas de los hombres solteros que trabajaban para así proporcionar un segundo ingreso al hogar de la familia irlandesa. El dinero acumulado de esta manera permitiría la emigración en cadena del resto de la familia que había quedado atrás.
La transición a Nueva Zelanda fue más fácil debido a la sobreexposición que los irlandeses habían tenido anteriormente con el colonialismo. Se aventuraron hacia los puertos británicos, donde se establecieron de manera temporal para acumular el dinero necesario antes de avanzar hacia las orillas de la lejana isla. Al hacerlo, no sólo se expusieron a la forma de gobierno británica, sino también al capitalismo. Esto contribuyó a simplificar la transición para la población dispersa.
El gobierno ayudó mediante el uso de pagarés y concesiones de tierras. Con la promesa de pagar el pasaje de una familia, el gobierno se aseguraba de que la isla se poblaría y que se formaría una colonia británica. El pasaje gratuito se estableció primero para las mujeres de entre 15 y 35 años, mientras que a los varones de entre 18 y 40 años se les prometía un cierto número de acres de tierra a su llegada al Nuevo Mundo. Esto se le atribuyó a la promulgación de la Ley de Tierras de Nueva Zelanda. Para aliviar aún más la carga financiera, a partir de 1874 se les concedió pasaje gratuito a todos los inmigrantes.
La diáspora irlandesa en Nueva Zelanda también tuvo como resultado una disminución de los prejuicios contra el catolicismo en comparación con otras colonias británicas. La falta de una jerarquía y una estructura social arraigadas permitió disolver las tensiones sectarias anteriores. Esto también puede atribuirse a la gran distancia entre las religiones respectivas debido a la escasez de población y al tamaño de las islas.

## Religión
El cardenal Paul Cullen se propuso extender el dominio irlandés sobre la Iglesia Católica de habla inglesa en el siglo XIX. El establecimiento de un «imperio episcopal irlandés» implicó a tres entidades transnacionales: el Imperio Británico, la Iglesia Católica Romana y la diáspora irlandesa. El clero irlandés, en particular Cullen, aprovechó especialmente el alcance del Imperio Británico para extender su influencia. Desde la década de 1830 hasta su muerte en 1878, Cullen ocupó varios puestos importantes cerca de la cúspide de la jerarquía irlandesa y ejerció su influencia en el nombramiento por Roma de obispos irlandeses en cuatro continentes.
Walker (2007) compara las comunidades de inmigrantes irlandeses en los Estados Unidos, Australia, Nueva Zelanda, Canadá y Gran Bretaña en lo que respecta a cuestiones de identidad e irlandesismo. La religión continuó siendo la causa principal de diferenciación en todas las comunidades de la diáspora irlandesa y tuvo su mayor impacto en la identidad. A la religión, le siguieron la naturaleza y la dificultad de las condiciones socioeconómicas a las que se enfrentaron los inmigrantes irlandeses y sus descendientes en cada nuevo país y la fuerza de los vínculos sociales y políticos que siguieron teniendo con la misma Irlanda.
En los Estados Unidos, en particular, los inmigrantes irlandeses fueron perseguidos a causa de su religión. El movimiento Know Nothing  surgió en la época de la llegada de los irlandeses. El Partido Know Nothing fue creado por protestantes y fue el primer partido político en la historia de los Estados Unidos en ejercer presión contra la inmigración católica al país. Se opuso sobre todo a los inmigrantes irlandeses y alemanes. Los miembros de Know Nothing lucharon para limitar la inmigración procedente de países tradicionalmente católicos, prohibir que se hablaran lenguas no inglesas en el territorio estadounidense y crear una política según la cual era obligatorio haber vivido en Estados Unidos durante 21 años antes de poder obtener la ciudadanía. El partido desapareció con relativa rapidez, pero es un recordatorio de la persecución que experimentaron los inmigrantes irlandeses. Durante la tercera y la cuarta oleadas de inmigración, los recién llegados se enfrentaron a una discriminación similar, mientras que los irlandeses ya establecidos participaron en esta persecución de otros grupos.
A partir de finales del siglo XX, la identidad irlandesa en el extranjero se hizo cada vez más cultural, aconfesional y apolítica, aunque muchos emigrantes de Irlanda del Norte se apartaron de esta tendencia. Sin embargo, como punto de referencia religioso, Irlanda es cada vez más significativa hoy en día en contextos neopaganos.

### Brigada irlandesa
- 1.er Regimiento de Rifles de Venezuela:  regimiento integrado por irlandeses que participaron en la guerra de independencia de Venezuela
- Batallón de San Patricio: unidad militar compuesta de inmigrantes europeos que lucharon junto al Ejército Mexicano en la intervención estadounidense en México de 1846 a 1848

### Causas de la emigración irlandesa
- Fuga de los Condes
- Conquista de Irlanda por Cromwell
- Leyes penales de Irlanda
- Hambruna irlandesa de 1740-41
- Gran hambruna irlandesa (1845–1852)
- La Emergencia (década de 1940)
- Conflicto norirlandés
- Crisis financiera en Irlanda de 2008-2013

### Información general
- Pueblo irlandés
- Demografía de Irlanda
- Colonizaciones de Irlanda
- Nacionalismo irlandés
- Historia de Irlanda
- Nómadas irlandeses
- Más irlandeses que los mismos irlandeses